# Frontone (PU)
Frontone é uma comuna italiana da região dos Marche, Província de Pesaro e Urbino, com cerca de 1.299 habitantes. Estende-se por uma área de 35 km², tendo uma densidade populacional de 37 hab/km². Sua população em 31 de Dezembro de 2004 era de 1,351.
Faz fronteira com Cagli, Cantiano, Pergola, Scheggia e Pascelupo (PG), Serra Sant'Abbondio.